# Смит, Уильям Джей
Уильям Джей Смит (англ. William Jay Smith; 22 апреля 1918, Уиннфилд, Луизиана — 18 августа 2015) — американский поэт-лауреат.

## Биография
Родился в городе Виннфилд, штат Луизиана. Учился в Вашингтонском и Колумбийском университетах, был стипендиатом Родса в Оксфорде. С 1968 по 1970 занимал должность консультанта по поэзии Библиотеки Конгресса. Член Американской академии и Института искусств и литературы с 1975 года. Автор десяти сборников стихов, два из которых номинировались на национальную премию. За поэтические переводы получал награды от Французской и Шведской академий и венгерского правительства. Переводил русскую поэзию. В 1981 году преподавал в МГУ на факультете журналистики. Жил во Франции и США, в прошлом профессор английского языка.
Во время войны (1941—1945) служил в Военно-морских силах США.